# Dolichopoda insignis
Dolichopoda insignis — вид прямокрилих комах родини рафідофоріди (Rhaphidophoridae). Вид є
троглодитом, тобто постійним мешканцем печер.

## Поширення
Вид зустрічається у печерах на півдні Греції у печері Кутукі у горі Іміттос за 100 км на схід від Афін.